# Бориски (Гродненская область)
Бориски (бел. Барыскі) — деревня в Берестовицком районе Гродненской области Беларуси. Входит в состав Эйсмонтовского сельсовета.

## География
Деревня находится в западной части Гродненской области, к востоку от реки Свислочи и автодороги Р-99, на расстоянии приблизительно 23 километров (по прямой) к северу от городского посёлка Большая Берестовица, административного центра района. Абсолютная высота — 115 метров над уровнем моря. Площадь населённого пункта — 0,1224 км².

## История
По состоянию на 1905 год, в Борисках проживало 23 человека. В административном отношении околица входила в состав Богородицкой волости Гродненского уезда Гродненской губернии.
Согласно Рижскому мирному договору (1921), деревня вошла в состав межвоенной Польши. Входила в состав гмины Вельке-Эйсымонты Гродненского повета Белостокского воеводства. В 1921 году числилось 45 жителей, проживавших в 6 домах. В этническом составе населения того периода поляки составляли 95,6 %, белорусы — 4,4 %. В конфессиональном составе населения преобладали католики (95,6 %) и православные христиане (4,4 %).
С 1939 года в БССР. До 23 марта 1964 года деревня входила в состав Жукевичского сельсовета.

## Население
По данным переписи 2019 года, в деревне проживало 6 человек.
| Год  | Население, человек |
| ---- | ------------------ |
| 1905 | 23                 |
| 1921 | ↗ 45               |
| 2009 | ↘ 8                |
| 2019 | ↘ 6                |